# Jasper Waalkens
Jasper Waalkens (Winterswijk, 13 febbraio 1989) è un calciatore olandese, attaccante del CHC Den Bosch.

## Carriera
Ha giocato nella prima divisione olandese.

## Palmarès

### Club

#### Competizioni nazionali
- Eerste Divisie: 1

N.E.C.: 2014-2015